# Nederland op de Olympische Winterspelen 1960
Nederland nam deel aan de Olympische Winterspelen 1960 in Squaw Valley, Verenigde Staten.
Bij de zesde deelname werd voor de tweede keer medailles behaald. Sjoukje Dijkstra behaalde met haar zilveren medaille in het kunstschaatsen de eerste medaille in deze tak van sport voor Nederland. Jan Pesman won bij het schaatsen de vierde medaille en de eerste bronzen medaille in deze tak van sport. Van de zeven deelnemers was Kees Broekman de eerste Nederlandse winterolympiër die voor de vierde keer deelnam.

## Medailleoverzicht
| Sport          | Olympiër         | Discipline | Medaille |
| -------------- | ---------------- | ---------- | -------- |
| Kunstschaatsen | Sjoukje Dijkstra | vrouwen    | Zilver   |
| Schaatsen      | Jan Pesman       | 5000 m (m) | Brons    |

## Deelnemers en resultaten

### Kunstrijden
| Olympiër (deelname) | Discipline | Resultaat | Prestatie                                                              |
| ------------------- | ---------- | --------- | ---------------------------------------------------------------------- |
| Sjoukje Dijkstra    | vrouwen    | Zilver    | rm: 7x2 (pc/rm 14), (2-2-2-2-2-2-3-2-3; pc/9: 20) totaalpunten: 1424,8 |
| Joan Haanappel      | vrouwen    | 5e        | rm: 7x6 (pc/rm 38), (7-5-7-6-6-6-6-4-5; pc/9: 52) totaalpunten: 1331,9 |

### Schaatsen
| Olympiër (deelname) | Discipline   | Resultaat | Prestatie         |
| ------------------- | ------------ | --------- | ----------------- |
| Wim de Graaff       | 500 m (m)    | 28e       | 42,9 (-2,7)       |
| Wim de Graaff       | 1500 m (m)   | 15e       | 2.16,5 (-6,1)     |
| Henk van der Grift  | 500 m (m)    | 10e       | 41,2 (-1,0)       |
| Henk van der Grift  | 1500 m (m)   | dnf       | niet gefinisht    |
| Jan Pesman          | 500 m (m)    | 33e       | 43,4 (-3,2)       |
| Jan Pesman          | 5000 m (m)   | Brons     | 8.05,1 (-13,8)    |
| Jan Pesman          | 10.000 m (m) | 12e       | 16.41,0 (-54,4)   |
| Jeen van den Berg   | 5000 m (m)   | 19e       | 8.22,4 (-31,1)    |
| Jeen van den Berg   | 10.000 m (m) | 22e       | 17.23,5 (-1.36,9) |
| Kees Broekman       | 5000 m (m)   | 20e       | 8.22,9 (-31,6)    |
| Kees Broekman       | 10.000 m (m) | 16e       | 16.59,9 (-1.13,3) |

Argentinië · Australië · Bulgarije · Canada · Chili · Denemarken · Duits eenheidsteam · Finland · Frankrijk · Groot-Brittannië · Hongarije · IJsland · Italië · Japan · Libanon · Liechtenstein · Nederland · Nieuw-Zeeland · Noorwegen · Oostenrijk · Polen · Sovjet-Unie · Spanje · Tsjecho-Slowakije · Turkije · Verenigde Staten · Zuid-Afrika · Zuid-Korea · Zweden · Zwitserland